# رامونا پاپ

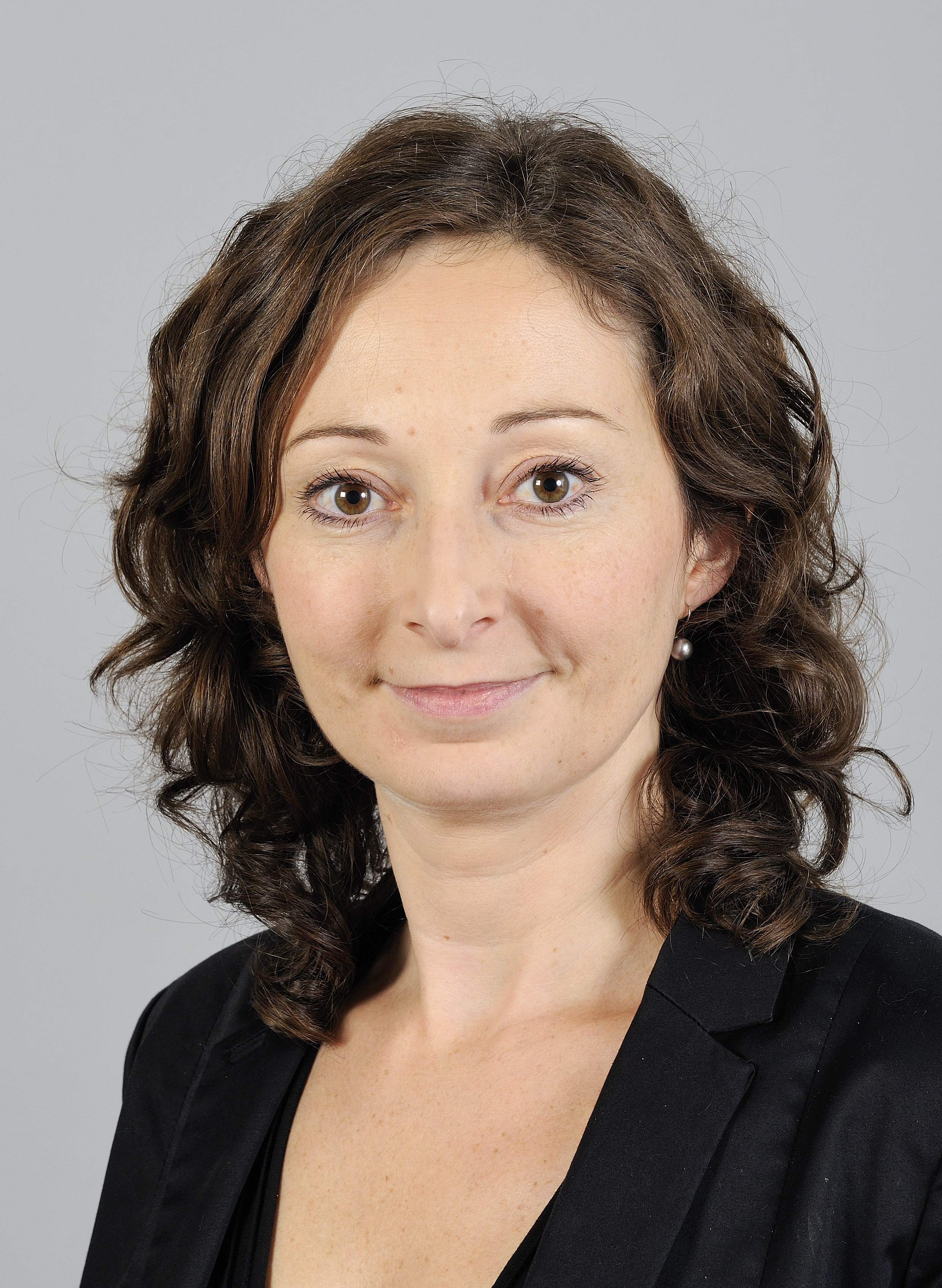
در سال ۲۰۱۳

رامونا پاپ (زاده ۳۱ اکتبر ۱۹۷۷ در تیمیشوارا رومانی) سیاستمدار اهل آلمان است. وی از سال ۲۰۰۹ رئیس اتحاد ۹۰/سبزها در مجلس برلین می‌باشد. رامونا پاپ در رومانی بزرگ شد و در سال ۱۹۸۸ با خانواده آلمانی تبار خود به آلمان نقل مکان کرد. وی از سال ۱۹۹۷ عضو اتحاد ۹۰/سبزها می‌باشد.